# 주크 조인트

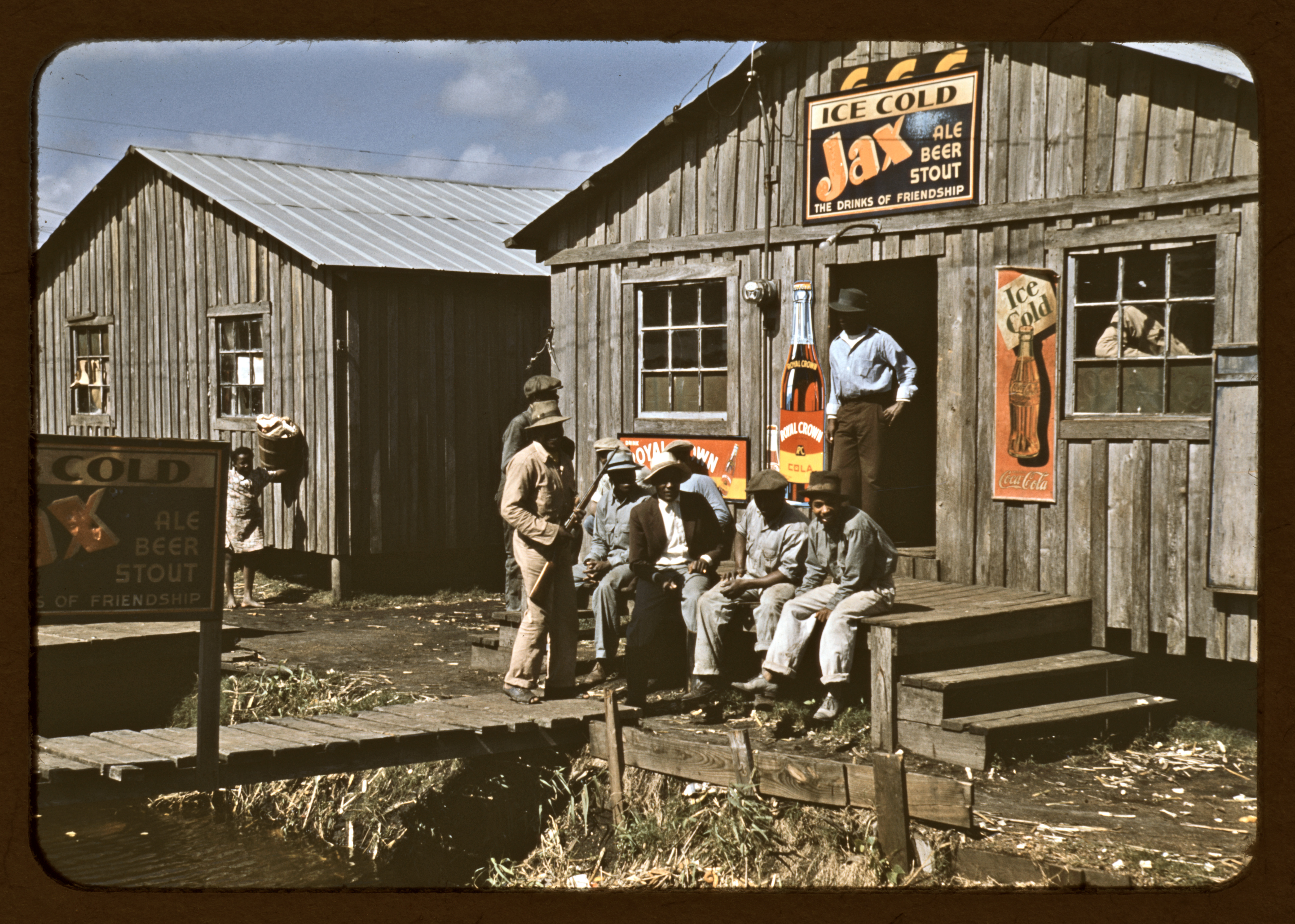

주크 조인트(Juke joint 혹은 Jook joint)는 베르나쿨라 단어로 보통 음악을 듣거나, 춤, 겜블링, 술을 먹고 즐기는 장소였으며 미국 남부 지역의 흑인들이 주로 운영하였다. 주크(Juke)라는 단어는 걸러인의 주그(Joog)에서 유래되었다 보는데, 그 뜻은 난폭, 무질서, 혼란등을 말한다. 주크 조인트는 배럴하우스(Barrelhouse)라고 불리기도 했다.
농장의 노역자들은 고된 일주일을 보낸후 서로 이야기를 나눌수 있고, 쉴수있는 공간이 필요했다. 이것은 백인들에 의해 만들어진 짐크로 법 이후 욕구가 더 커져만 갔다. 마을의 바깥쪽 부근에 있는 거의 무너저가는 건물이나, 개인 집등에서 이러한 모임이 형성되었고 이것을 주크 조인트라 부른다. 주크 조인트는 음식과 술, 그리고 춤, 겜블링을 고된 일과를 마치고 힘든 노역자들에게 제공하였다. 그리고 주인들은 단골들에게 밀주, 잡화등을 팔거나 방을 빌려주어서 추가 부수입을 만들었다.

## 역사
주크 조인트의 기원은 흑인들이 노예 생활을 하고있을 때, 사교적인 목적으로 지어졌던 휴식실등 농장에 드물게 지어졌던 공간을 시작으로 본다. 이러한 관행은 20세기 초반에 제재소, 테레빈 유역 캠프 및 목재 회사와 같은 노역소로 퍼져 나갔다. 인구 밀집 지역에서는 흔하지 않았다. 주크 조인트는 노역자가 필요하지만, 술집 및 기타 사회 복지 시설이 없는 인구 밀도가 낮은 곳에서 자주 보였다. "On-Base" Officer's Clubs와 매우 유사하게 회사 소유의 주크 조인트들은 관리자가 부하를 관리하기 쉽게 해주었고, 직원들의 임금이 다시 회사에 돌아오게끔 만들었다. 주크 조인트의 첫 건축 형태는 Field hand의 "샷건" 스타일일 수 있다. 미국 금주법 시대 기간 동안 지저분하고, 어디에도 속하지 않게 된 주크 조인트는 교통로 및 철도 정류장에서 볼 수 있게 보편화되었다. 당시엔 거의 주크 조인트라 불리지 않았고, 론 스타(Lone Star) 또는 컬러 카페 (Colored Cafe)와 같은 이름으로 불리었고, 주로 주말에만 열었다. 주크 조인트는 흑인을 위한 최초의 개인 공간이라고도 불릴 수 있다. Paul Oliver는 주크 조인트에 대해
"the last retreat, the final bastion for black people who want to get away from whites, and the pressures of the day. (마지막 보루, 백인들에게서 벗어나고 싶어하는 흑인들, 혹은 하루하루의 억압에서 벗어나고 싶을 때)"
주크 조인트는 농장에서 시작되었고, 과거의 주크 조인트 또한 발견되었다. 노예 해방 선언 이후 시골길에서 등장하기 시작했다.

## 같이 보기
- 로버트 파머 (작가)